# 奥尔姆 (厄尔省)
奥尔姆（法語：Ormes，法語發音：[ɔʁm]）是法国厄尔省的一个市镇，属于埃夫勒区。

## 地理
奥尔姆（49°3'7"N, 0°57'48"E）面积14.1 平方千米，位于法国诺曼底大区厄尔省，该省份为法国北部内陆省份，北起滨海塞纳省，西接奧恩省和卡爾瓦多斯省，南至厄尔-卢瓦省，东临瓦兹省、瓦兹河谷省和伊夫林省。
与奥尔姆接壤的市镇（或旧市镇、城区）包括：克拉维尔、埃芒维尔、费里耶尔欧克洛谢、格拉沃龙-塞梅维尔、波尔泰、勒蒂约勒朗贝尔。

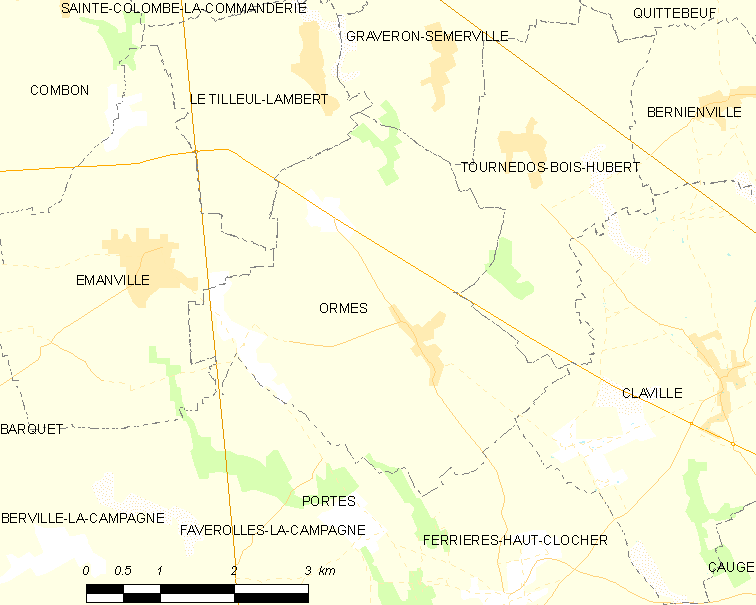
的OSM定位图

奥尔姆的时区为UTC+01:00、UTC+02:00（夏令时）。

## 行政
奥尔姆的邮政编码为27190，INSEE市镇编码为27446。

## 政治
奥尔姆所属的省级选区为乌什地区孔什县。

## 人口

1962-2008年间人口变化图示

奥尔姆于2022年1月1日时的人口数量为460人。